# Юрьёля, Пааво
Пааво Ильмари Юрьёля (фин. Paavo Ilmari Yrjölä; 18 июня 1902 — 11 февраля 1980) — финский легкоатлет, олимпийский чемпион.
Пааво Юрьёля родился в 1902 году в Хямеэнкюрё (Великое княжество Финляндское). В 1924 году он принял участие в Олимпийских играх в Париже но в легкоатлетическом десятиборье стал лишь 9-м. В 1928 году на Олимпийских играх в Амстердаме он стал чемпионом в десятиборье; также выступил в соревнованиях по прыжкам в высоту и толканию ядра. В 1932 году он принял участие в Олимпийских играх в Лос-Анджелесе, где был 6-м в легкоатлетическом десятиборье. 